# Akbou
Akbou là một đô thị thuộc tỉnh Béjaïa, Algérie. Dân số thời điểm năm 2002 là 44.854 người.